# 马六甲香林寺
马六甲香林寺是一座位于马六甲青云亭斜对面的大乘佛寺。

## 历史
寺庙以一位中国僧人的名字命名（香林和尚），始建于1958年，起初是一间简陋的木屋，1985年改建为一座现代建筑，为一座双层砖砌建筑。

## 特征
这座两层楼的寺庙每层都有三个拱门。 第一道门是佛殿，门对面的矮坛上有一尊微笑的弥勒佛像。十八罗汉则排列在佛殿两侧，每侧九尊，中间是一尊较小的释迦牟尼佛像。佛像后面是观世音菩萨像。寺庙还保存了完整的巴利文藏经。寺庙的二楼是拍摄邻近的青云亭和“和谐街”等风景照的绝佳地点。由于寺庙靠近甘榜吉宁清真寺和马六甲打金街印度庙，因此寺庙也象征着马来西亚的宗教宽容。

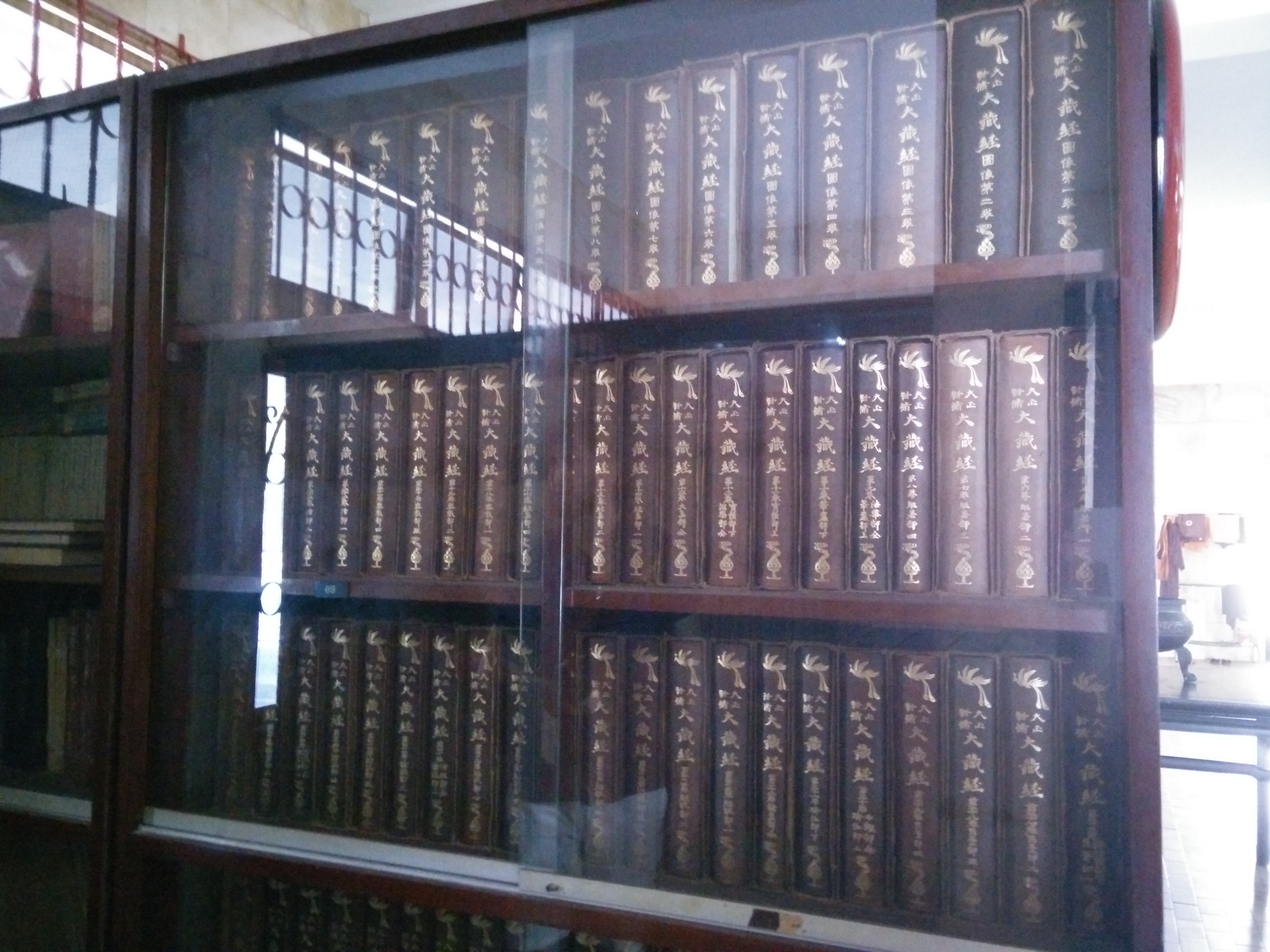
巴利文藏经
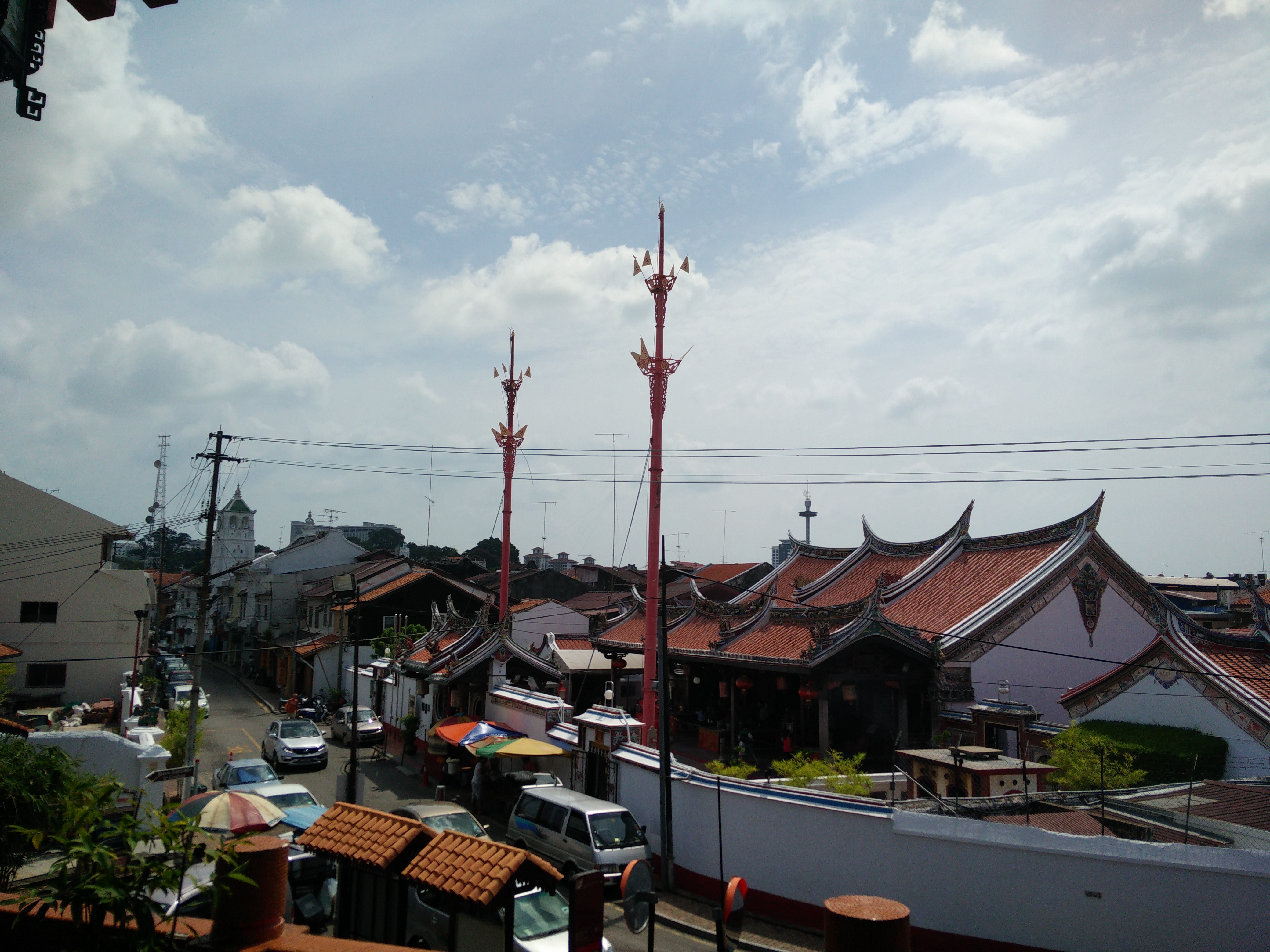
寺庙二楼拍摄的风景照